# ستيوارت وايلد
ستيوارت وايلد (بالإنجليزية: Stuart Wilde)‏ هو كاتب ومتحدث تحفيزي بريطاني، ولد في 24 سبتمبر 1946 في فارنهام في المملكة المتحدة، وتوفي في 1 مايو 2013 في St. Columcille's Hospital ‏ في جمهورية أيرلندا بسبب نوبة قلبية.

## وصلات خارجية
- الموقع الرسمي
- ستيوارت وايلد على موقع ميوزك برينز (الإنجليزية)